# پرنسس و سلحشور
پرنسس و سلحشور، (به آلمانی: Krieger und die Kaiserin, Der) فیلمی در ژانر درام، عاشقانه است. کارگردان فیلم پرنسس و سلحشور، تام تیکور است. این فیلم در سال ۲۰۰۰ میلادی ساخته شد. بازیگران این فیلم عبارت‌انداز:
فرانکا پوتنته لودگر پیستور

## خلاصه داستان
"سیسی" پرستاری جوان است که زندگی منزوی داشته و همه زندگی اش را وقف بیمارانش در آسایشگاه "بیرکنهوف" کرده است.اولین دیدار او به سرباز سابق "بودو" برخوردی به یادماندنی می شود.او باعث حادثه ای شده که موجب قرار گرفتن "سیسی" زیر یک کامیون شده است.

## درباره فیلم
فیلم پرنسس و سلحشور را از نظر روایی می توان نوعی فیلم به سبک سوررئالیسم آلمانی نامید که به لحاظ فنی، فیلمبرداری و نورپردازی، از سبک های امپرسیونیستی استفاده شده است. 
ترجمه تحت اللفظی عنوان آلمانی "جنگجو و ملکه" است. نام شخصیت اصلی زن ، "سیسی" ، لقب الیزابت ، ملکه اتریش و ملکه مجارستان (1837-1898) اشاره دارد. چندین فیلم سینمایی و تلویزیونی در مورد ملکه الیزابت وجود دارد که برخی از آنها "سیسی" را در عنوان خود دارند.